# بل غرد (زنغلانلو)
بل غرد (بالفارسية: پل گرد) هي قرية تقع في إيران في خراسان رضوي. يقدر عدد سكانها بـ 584 نسمة بحسب إحصاء 2016.